# Ernst Bartl
Ernst Bartl (* 13. März 1899 in Pressnitz, Österreich-Ungarn; † 21. Januar 1972 in Marktredwitz) war ein sudetendeutscher Stadtrat, Ratsherr und Bürgermeister in Eger. Er war Mitglied im Bundesvorstand der Eghalanda Gmoi.

## Leben
Ernst Bartl betrieb ab 1923 in Eger ein Uniformgeschäft, das als das größte im Sudetenland galt. In Eger war er auch auf kommunalpolitischer Ebene in genannten Funktionen aktiv. Nach dem Tod von Richard Siegl am 8. Juli 1942 wurde er zum Bundesvorsteher („Bundesvüarstäiha“) der Eghalanda Gmoin ernannt. Bartl beantragte nach dem Anschluss des Sudetenlandes am 2. Januar 1939 die Aufnahme in die NSDAP und wurde rückwirkend zum 1. November 1938 aufgenommen (Mitgliedsnummer 6.657.310). Er wurde NSDAP-Kreishauptstellenleiter und an der Seite des Oberbürgermeisters Siegbert Schneider Bürgermeister von Eger.
Nach Kriegsende kam er 1945 als Heimatvertriebener über Baden-Württemberg nach Bayern. Am 27. August 1950 war er, seinerzeit wohnhaft in Geislingen an der Steige, bei der Wiedergründung der Eghalanda Gmoin in Schwäbisch Hall dabei und dort fortan abermals bis zu seinem Tod als Bundesvorsteher tätig. Er war Mitinitiator des Egerland-Verlags, der Stammeszeitschrift „Der Egerländer“, des „Egerländer Landtags“ und des Egerland-Kulturhauses, das erst nach seinem Tod in Marktredwitz eröffnet wurde.

## Auszeichnungen
- Medaille zur Erinnerung an den 1. Oktober 1938
- Kriegsverdienstkreuz II. Klasse
- Nordgau-Kulturpreis der Stadt Amberg (1952)
- Bayerischer Verdienstorden (1969)
- Bundesverdienstkreuz 1. Klasse (13. März 1961)[3]